# Гагаринка (Орловская область)
Гагаринка — деревня в Свердловском районе Орловской области. Входит в состав Яковлевского сельского поселения.

## География
Деревня расположена на берегу реки Оптуха. 
Уличная сеть представлена одним объектом: Раздольная улица. 
Географическое положение: в 7 километрах от районного центра — посёлка городского типа Змиёвка, в 32 километрах от областного центра — города Орёл и в 348 километрах от столицы — Москвы.

## Население
| 2010 |
| ---- |
| 33   |